# Langadas
Langadas (griechisch Λαγκαδάς (m. sg.)) ist eine Gemeinde in der griechischen Region Zentralmakedonien. Sie ist in sieben Gemeindebezirke untergliedert. Verwaltungssitz ist die gleichnamige Stadt Langadas.

## Verwaltungsgliederung
Die Gemeinde Langadas wurde anlässlich der Verwaltungsreform 2010 aus der Fusion der sieben seit 1997 bestehenden Gemeinden Assiros, Langadas, Kallindia. Koronia, Lachanas, Sochos und Vertiskos gebildet. Diese haben seither den Status von Gemeindebezirken.
| Gemeindebezirke | griechischer Name           | Code   | Fläche (km²) | Einwohner 2001 | Einwohner 2011 | Stadtbezirke / Ortsgemeinschaften (Δημοτική / Τοπική Κοινότητα)                 | Lage |
| --------------- | --------------------------- | ------ | ------------ | -------------- | -------------- | ------------------------------------------------------------------------------- | ---- |
| Assiros         | Δημοτική Ενότητα Ασσήρου    | 070902 | 075,198      | 03.861         | 03.638         | Assiros, Krithia                                                                |      |
| Vertiskos       | Δημοτική Ενότητα Βερτίσκου  | 070903 | 196,764      | 03.350         | 01.923         | Vertsikos, Exalofos, Lofiskos, Ossa                                             |      |
| Kalindia        | Δημοτική Ενότητα Καλινδοίων | 070904 | 153,778      | 04.689         | 03.592         | Zangliveri, Adam, Nea Kalindia, Petrokerasa, Sarakina                           |      |
| Koronia         | Δημοτική Ενότητα Κορωνείας  | 070905 | 105,583      | 04.286         | 04.092         | Agios Vasilios, Ardameri, Vasiloudi, Gerakarou, Langadikia                      |      |
| Langadas        | Δημοτική Ενότητα Λαγκαδά    | 070901 | 198,078      | 16.836         | 19.587         | Langadas, Lagyna, Analipsi, Iraklio, Kavallari, Kolchiko, Perivolaki, Chrysavgi |      |
| Lachanas        | Δημοτική Ενότητα Λαχανά     | 070906 | 210,744      | 03.779         | 02.441         | Karteres, Lachanas, Lefkochori, Nikopoli, Xylopoli                              |      |
| Sochos          | Δημοτική Ενότητα Σοχού      | 070907 | 281,742      | 05.773         | 05.830         | Sochos, Askos, Kryoneri                                                         |      |
| Gesamt          | Gesamt                      | 0709   | 1221,887     | 42.574         | 41.103         |                                                                                 |      |